# Ірининська вулиця (Харків)
Іри́нинська вулиця — вулиця у Харкові, у Шевченківському районі, в історичній місцевості Шатилівка. Прямує від стадіону «Динамо» на північ, перетинає Європейську вулицю й закінчується біля Саржиного Яру.

## Розташування
Вулиця починається тупиком біля стадіону «Динамо». Прямує на північ, перетинає Європейську вулицю й вулицю Дмитра Антоненка. Закінчується Г-подібним перехрестям з Саржинською вулицею, де також розташовані паркувальний майданчик і Храм ікони Божої Матері «Отрада і Втіха» УПЦ МП. Продовженням вулиці служать сходи, які спускаються від храму в Саржин Яр до джерела мінеральної води.
Вулиця асфальтована, рух двосторонній. Вулиця здебільшого забудована приватними житловими будинками.

## Історія
Початково вулиця називалась Ірининською. 20 вересня 1936 року перейменована на вулицю Володимира Візе на честь ще живого на той час Володимира Юлійовича Візе (1886—1954) — радянського науковця, дослідника Арктики. У списку вулиць 1938 року вказано, що вулиця Володимира Візе — колишні Ірининська й Рязанська вулиці. (Рязанська вулиця також була згадана в списку вулиць 1929 року).
Під час німецької окупації (1942—1943) рішенням міськуправи від 7 вересня 1942 року вулицю перейменували на Ірининську. Після повернення в Харків радянської влади вулиця перейменована на Рязанську (згідно зі списком 1954 року).
Раніше вулиця починалась від Авіаційної вулиці, але пізніше виїзд на Авіаційну вулицю перекрила недобудована багатоповерхівка.
28 лютого 2023 року в межах дерусифікації харківської топоніміки сесія міської ради одностайно проголосувала за перейменування Рязанської вулиці на Ірининську.